# Grevillea lullfitzii
Grevillea lullfitzii är en tvåhjärtbladig växtart som beskrevs av Mcgill.. Grevillea lullfitzii ingår i släktet Grevillea och familjen Proteaceae. Inga underarter finns listade i Catalogue of Life.